# 117 Carinae
117 Carinae (a Carinae) é uma estrela binária na direção da Carina. Possui uma ascensão reta de 09h 10 m 58.11s e uma declinação de −58° 58′ 00.9″. Sua magnitude aparente é igual a 3.43. Considerando sua distância de 418 anos-luz em relação à Terra, sua magnitude absoluta é igual a −2.11. Pertence à classe espectral B2IV.